# What in the World
What in the World è un brano musicale composto e registrato dal cantautore britannico David Bowie e facente parte del suo album Low del 1977.
La versione dal vivo del pezzo presente nell'album Stage, venne pubblicata su singolo come B-side del 45 giri Star nel 1978.

## Il brano
What in the World mostra alcune delle tecniche di composizione e produzione tipiche del Bowie del "periodo berlinese". La canzone, come altre in Low, illustra gli esperimenti di Bowie con testi non lineari assemblati casualmente con la tecnica del cut-up ispirandosi a William Burroughs.
Il brano risente pesantemente dell'impiego dei sintetizzatori e delle tecniche di registrazione di Brian Eno, che collaborò alla registrazione dell'album. Un suono elettronico tipo "blip" che compare nell'arrangiamento del brano, rimanda a suoni che verranno poi utilizzati in videogiochi quali Pac-Man e nei titoli del Nintendo Entertainment System. Inoltre, la canzone fa uso della tecnica del Pitch shift che Tony Visconti aveva già utilizzato per la batteria di Dennis Davis in altri pezzi del disco. Iggy Pop è presente nei cori in sottofondo. L'album di Iggy, The Idiot, era stato registrato quasi in contemporanea con Low, era stato prodotto da Bowie, ed inciso con molti degli stessi musicisti.

## Formazione
- David Bowie: voce
- Carlos Alomar: chitarra ritmica
- George Murray: basso
- Dennis Davis: batteria
- Ricky Gardiner: chitarre
- Brian Eno: sintetizzatore ARP, Rimmer E.M.I.
- Iggy Pop: cori
- Roy Young: pianoforte, farfisa

## Cover
- The Blue Guitars su singolo
- Gary Jones su singolo
- Red Hot Chili Peppers - Live in Auckland (01.14.13 - Vector Arena, Auckland, Nuova Zelanda)